# الکلی‌های گمنام

نشان الکلی‌های گمنام

الکلی‌های گمنام (به انگلیسی: Alcoholics Anonymous نام اختصاری AA) سازمانی متشکل از معتادان به الکل است که برای قطع مصرف الکل تلاش می‌کنند. اعضای این سازمان این هدف را از طریق خودیاری و کمک سایر الکلی‌های در حال بهبودی با برگزاری جلسات منظم و در میان گذاشتن تجربیات خود با یکدیگر دنبال می‌کنند. الکلی‌های گمنام برای رعایت گمنامی که از اصول معنوی این انجمن است خود را با نام کوچک معرفی می‌کنند. برنامه آن‌ها اجتماعی و معنوی اما غیرمذهبی است. دفتر مرکزی سازمان در نیویورک واقع است و همه گروه‌های این سازمان به‌طور محلی و مستقل از یکدیگر اداره می‌شوند.
تنها لازمه عضویت در الکلی‌های گمنام تمایل به قطع مصرف الکل است. حق عضویتی پرداخت نمی‌شود و تمام فعالیت‌ها به‌طور داوطلبانه با مشارکت اعضا انجام می‌شود. آن‌ها با هیچ سازمان یا نهاد سیاسی، مذهبی و انتظامی ارتباط ندارند و هدف اصلی آنان هشیار ماندن (مصرف نکردن الکل) و کمک به الکلی‌های دیگر برای هشیار شدن است.
روش درمانی الکلی‌های گمنام از نظر بسیاری مؤثرترین روش برای درمان الکلیسم است. این سازمان در سال ۱۹۳۵ توسط دو الکلی در حال بهبودی به نام‌های بیل ویلسون و باب اسمیت پایه‌گذاری شد. تعداد اعضای الکلی‌های گمنام در حال حاضر حدود دو میلیون نفر در ۱۵۰ کشور برآورد می‌شود. علاوه بر این سازمان‌های دیگری نیز همچون معتادان گمنام، معتادان جنسی گمنام ،نیکوتینی‌های گمنام، کوکائینی‌های گمنام و قماربازان گمنام برای معتادان به سایر داروها یا عادات زیان‌آور نیز بر اساس برنامه و روش بهبودی الکلی‌های گمنام ایجاد شده‌اند.